# 吉田貫三郎
吉田 貫三郎（よしだ・かんざぶろう、1909年 - 1945年）は、昭和時代前期の挿絵画家。本名は貫一。

## 生涯
兵庫県明石市出身。1928年（昭和3年）に神戸商業学校を卒業し、一時は電気会社の会計などをしていたが、在学中から凝っていた漫画の投稿に力を入れ、漫画雑誌『月刊マンガ・マン』で入選したのをきっかけに、1929年（昭和4年）に上京。同年、同誌の版元である東京漫画新聞社に入社する。1932年（昭和7年）から横山隆一、近藤日出造、矢崎茂四を中心とする新漫画派集団に加わり、当初は漫画家として活動していた。1933年（昭和8年）頃より『新青年』などで小説の挿絵を描くようになり、怪奇推理小説から現代小説、時代小説の挿絵まで幅ひろく手がけた。1945年（昭和20年）に中国の広東で戦病死。37歳。

## 画風・評価
文芸評論家の磯貝勝太郎には「明朗で健全そのものの画風を特徴とした。黒白芸術をよく理解し、駆使しうる代表として定評があった」と評された。漫画から挿絵へと活動場所を変えても満足できず、1941年（昭和16年）頃から本画を志し、春陽会展にも出品している。

## 挿絵作品
- 小栗蟲太郎「後光殺人事件」（1933年、新青年）
- 片岡鉄兵「花嫁学校」（1934-1935年、東京朝日新聞）
- 吉川英治「大都の春」（1934年、時事新報）
- 岡田三郎「舞台裏」（1936年、毎日新聞）
- 久生十蘭「魔都」（1937年、新青年）
- 秘田余四郎「近世香具師列伝」（1938年、新青年）
- 大阪圭吉「三の字旅行会」（1939年、新青年）[4]
- 小川未明「赤いガラスの宮殿」（1944年、新潮社）

## 装幀
- 海野十三「深夜の市長」（1936年、春秋社）
- 小栗蟲太郎「紅殻駱駝の秘密」（1936年、春秋社）
- 徳永直「甚左どんの草とり」（1943年、国華堂日童社）
- 夢野久作「近世快人伝」

## 著作
- 随筆集『蟹の爪』（1943年、地平社）